# Baureihe 670
Baureihe 670 (BR670) is een tweeassig dubbeldeks motorrijtuig. Een eerste prototype of "demonstrator" genoemd werd in de herfst van 1994 gepresenteerd. In tegenstelling tot de in serie geproduceerde motorrijtuigen heeft dit prototype nooit een toelating gekregen om met passagiers te rijden.

## Geschiedenis
In 1996 kocht de Deutsche Bahn 6 motorrijtuigen, met een optie op nog eens 20 motorrijtuigen. De motorrijtuigen kampten met veel problemen, waaronder met de deuren.  Ze werden in 2001 aan fabrikant Deutsche Waggonbau – die toen al (respectievelijk in 1998) overgenomen was door Bombardier Transportation – teruggegeven. De treinen hebben geen toilet.
Deutsche Bahn zette deze motorrijtuigen in de deelstaat Thüringen, Saksen-Anhalt en Rijnland-Palts voor het personenvervoer in. Er werden problemen geconstateerd met de airconditioning en motorkoeling.
De bouw van een vervolgserie 670.1 kwam niet op gang vanwege de vele problemen en conflicten tussen de fabrikant en de Deutsche Bahn.
De motorwagens 670 002 en 005 werden vanaf juni 1996 ingezet op het traject Bullay - Traben - Trarbach. Vanwege de grote onvrede onder toeristen over de hot box van de treinstellen werden deze al redelijk snel van de lijn gehaald. Later mislukte ook de inzet tussen Trier en Perl.
Op het traject Stendal - Tangermünde werd het voertuig 670 002 tot medio 2003 gebruikt en als gevolg van een schade vervangen door oudere treinen van het type 772/972.
In dit overzicht staan eveneens treinen van de Deutsche Bundesbahn (DB) en van de Deutsche Reichsbahn (DR)